# Enrico Trevisi

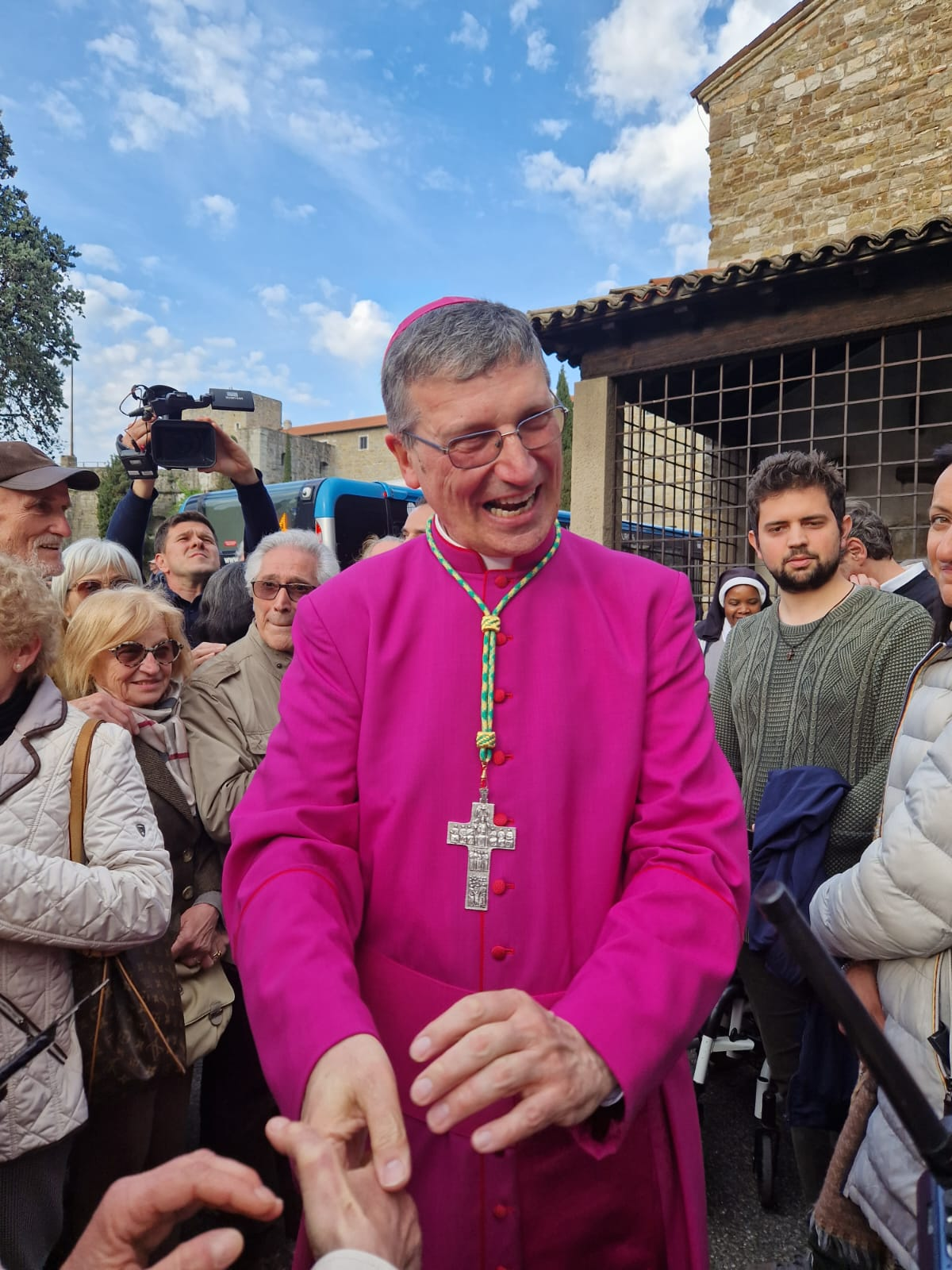
Bischof Enrico Trevisi

Bischofswappen von Enrico Trevisi

Enrico Trevisi (* 5. August 1963 in Asola, Provinz Mantua) ist ein italienischer römisch-katholischer Geistlicher und Bischof von Triest.

## Leben
Enrico Trevisi Moreno studierte Philosophie und Theologie am Priesterseminar des Bistums Cremona, für das er am 20. November 1987 durch Bischof Enrico Assi das Sakrament der Priesterweihe empfing.
Nach weiteren Studien wurde er an der Päpstlichen Universität Gregoriana in Moraltheologie promoviert. Von 1990 bis 1997 war er Subregens des Diözesanseminars von Cremona und lehrte hier Moraltheologie. Die Dozententätigkeit übte er anschließend bis 2022 am interdiözesanen Priesterseminar der Bistümer Crema, Cremona, Lodi und Vigevano aus. Von 1997 bis 2004 leitete er das diözesane Pastoralzentrum und war bis 2003 zudem Verantwortlicher für den Bereich Sozialpastoral und Arbeit. Von 2000 bis 2005 war er geistlicher Assistent der christlichen Arbeiterbewegung (Associazioni Cristiane Lavoratori Italiani, ACLI). Von 2004 bis 2016 war er Regens des Diözesanseminars von Cremona. Außerdem lehrte er an verschiedenen Hochschulen und gehörte dem Priesterrat des Bistums an. Ab 2016 war er Pfarrer in Cremona und Koordinator des Bereichs Familie der Familien.
Papst Franziskus ernannte ihn am 2. Februar 2023 zum Bischof von Triest. Die Bischofsweihe spendete ihm der Bischof von Cremona, Antonio Napolioni, an 25. März desselben Jahres im Dom von Cremona. Mitkonsekratoren waren sein Amtsvorgänger Giampaolo Crepaldi und der emeritierte Bischof von Cremona, Dante Lafranconi. Die Amtseinführung in Triest fand am 23. April 2023 statt.